# ALI (groupe)
Pour les articles homonymes, voir Ali.
ALI, acronyme de Alien Liberty International, est un groupe musical japonais.

## Biographie
Formé en 2016 dans le quartier de Shibuya, à Tokyo, le groupe intègre des éléments de hip-hop, de funk et de jazz, et se distingue notamment par la diversité culturelle de ses membres, entre racines asiatiques, européennes, américaines, ou africaines,,,. Le groupe gagne en notoriété grâce à plusieurs de ses morceaux utilisés comme génériques d'anime, comme Wild Side pour Beastars, Lost in Paradise pour Jujutsu Kaisen ou Casanova Posse pour Dr. Stone.

## Accusations et mise en pause
En avril 2021, la Police Métropolitaine de Tokyo interpelle Kadio Shirai, dit Kahadio, alors batteur du groupe, pour soupçons de fraudes. Il est accusé d'avoir perçu de l'argent issu d'une escroquerie, par le biais de guichets automatiques. L'escroquerie en question aurait consisté à usurper l'identité d'agents administratifs pour soutirer des cartes prépayées et des retraits bancaires aux victimes. Le 8 avril 2021, Kahadio est également accusé d'avoir pris part à une campagne d'arnaque téléphonique. À la suite de cela, Sony Music Japan, alors label d'ALI, demande au comité de production de la série d'animation The World Ends with You de modifier le générique de début, qui devait être la chanson Teenage City Riot du groupe. Plus tard, Kadio Shirai sera aussi accusé d'avoir, le 3 mars 2021, à l'aide de complices, appelé une septuagénaire Osakienne en lui promettant un remboursement de ses dépenses médicales contre un virement bancaire de 2,31 millions de yens, soit environ 18 000 euros. Le lendemain, Kadio Shirai aurait été aperçu retirant la somme de 420 000 yens (3 270 euros) à un distributeur. Le 14 mai 2021, en réaction à ces accusations, le groupe décide de virer Kahadio du groupe et de cesser les contrats précédemment engagés avec lui. Il est aussi décidé de mettre l'entièreté du groupe ALI en suspens, pour une durée indéterminée. Après cette décision, certains titres d'ALI disparaissent des plateformes de streaming jusqu'en février 2022[réf. souhaitée].

## Discographie

### Albums
- 2019 : ALI
- 2021 : Love, Music and Dance

### Singles
- 2019 : True Fiction
- 2019 : Vim
- 2019 : Staying in the Groove
- 2019 : Temptations
- 2019 : Tokyo Pharaoh
- 2019 : Wild Side
- 2019 : No Tomorrow (Give It Up)
- 2020 : Muzik City feat. Namichie, Alonzo, 6B
- 2020 : Better Days feat. Dos Monos
- 2020 : Lost In Paradise feat. AKLO
- 2021 : Fight Dub Club feat. J-Rexxx, Rueed
- 2021 : Feelin' Good feat. Umeda Saifā, Koperu, Peko, KZ, R-Shitei
- 2022 : Teenage City Riot feat. R-Shitei
- 2022 : Sabotage (VS. ALI) - Tokyo Ska Paradise Orchestra feat. ALI
- 2022 : Show Time feat. AKLO
- 2023 : Wild Angel
- 2024 : Professionalism feat. Hannya
- 2024 : Beyond feat. MaRI
- 2024 : Neon feat. The Crane
- 2025 : Casanova Posse
- 2025 : Love Is Killing Me feat. eill